# 香港特別行政區政府組織架構
香港特別行政區政府行政部門是根據《香港基本法》第六十條設立的三層架構，由首長行政長官領導。現行架構下，第一層為司長及副司長，包括政務司司長、財政司司長和律政司司長；第二層為決策局（2022年重組後設為15個政策局）；第三層為執行政策的部門。此架構源於2002年推行的高官問責制改革，將原本公務員體系轉為政治任命主導。
根據基本法規定，政府架構應包括「政務司、財政司、律政司和各局、處、署」。實際運作中，「政務司」與「財政司」並非法定部門名稱，而是指政務司司長辦公室及財政司司長辦公室，各決策局按其政策範疇分別向兩司長辦公室匯報。律政司則是唯一兼具決策與法律部門雙重職能的司級機關。
部分機構直接向行政長官負責，包括行政長官辦公室及獨立機構如廉政公署、申訴專員公署和審計署等。其中審計署署長與廉政專員雖屬公務員體系，但與問責局長同樣需經行政長官提名後由中華人民共和國國務院任命，此安排體現其特殊憲制地位。根據申訴專員公署年報顯示，該署雖獨立運作，其財政及人事仍受政府一般規例約束。

## 組織架構

### 首長
基本法第60條規定香港特別行政區政府首長為行政長官。按基本法第48(1)條，行政長官職責包括領導特區政府。
- 第六任行政長官：李家超

### 司長及副司長
司長及副司長屬於「主要官員」，任免皆須由行政長官報請中華人民共和國國務院批准；包括政務司司長、財政司司長和律政司司長，負責制訂最主要的政策，直接向行政長官負責，屬下各設一名副司長，六位官員可各自聘任一名政治助理。其中律政司司長是行政長官首要的法律顧問，沒有轄下決策局，而律政司副司長則是律政司司長的法律顧問。
- 政務司司長：陳國基
  - 政治助理：李惠
- 政務司副司長：卓永興
  - 政治助理：葉紹堅
- 財政司司長：陳茂波
  - 政治助理：楊通達
- 財政司副司長：黃偉綸
  - 政治助理：宋佩瑜
- 律政司司長：林定國
  - 政治助理：洪曉敬
- 律政司副司長：張國鈞
  - 政治助理：陳倩雯

### 政府總部
決策局（又稱為政策局）首長為決策局局長，也是「主要官員」，職能類似英國政府部長的內閣大臣，負責制訂、統籌及檢討特訂範籌，如衞生、運輸、保安等政策，和監督屬下執行部門的工作；所有決策局又共同組成政府總部。時任行政長官董建華於2002年7月1日實行問責制之前，所有決策局均只向政務司司長或財政司司長負責；實行問責制後，改為直接向行政長官負責。時任行政長官曾蔭權2005年10月在他首份施政報告中又改為決策局先向政務司司長和財政司司長匯報，二人才再向行政長官匯報。
政府架構於2002年後經歷多次改組，由當初「3司11局」到2007年的「3司12局」，再到2015年的「3司13局」，2022年5月17日，審議並通過重組政府架構的方案，目前外界多將司長及決策局統稱為「3司15局」。
| 由政務司司長及副司長領導 | 由政務司司長及副司長領導 | 由政務司司長及副司長領導 | 由政務司司長及副司長領導 |
| 決策局                   | 局長                     | 副局長                   | 政治助理                 |
| ------------------------ | ------------------------ | ------------------------ | ------------------------ |
| 公務員事務局             | 楊何蓓茵                 | 不適用                   | 不適用                   |
| 政制及內地事務局         | 曾國衞                   | 胡健民                   | 待定                     |
| 文化體育及旅遊局         | 羅淑佩                   | 劉震                     | 招文亮                   |
| 教育局                   | 蔡若蓮                   | 施俊輝                   | 蕭嘉怡                   |
| 環境及生態局             | 謝展寰                   | 黃淑嫻                   | 李世隆                   |
| 醫務衛生局               | 盧寵茂                   | 范婉雯                   | 祁志鴻                   |
| 民政及青年事務局         | 麥美娟                   | 梁宏正                   | 張進樂                   |
| 勞工及福利局             | 孫玉菡                   | 何啟明                   | 傅曉琳                   |
| 保安局                   | 鄧炳強                   | 卓孝業                   | 梁溯庭                   |

| 由財政司司長及副司長領導 | 由財政司司長及副司長領導 | 由財政司司長及副司長領導 | 由財政司司長及副司長領導 |
| 決策局                   | 局長                     | 副局長                   | 政治助理                 |
| ------------------------ | ------------------------ | ------------------------ | ------------------------ |
| 商務及經濟發展局         | 丘應樺                   | 陳百里                   | 李世華                   |
| 發展局                   | 甯漢豪                   | 林智文                   | 黃詠儀                   |
| 財經事務及庫務局         | 許正宇                   | 陳浩濂                   | 葉俊廉                   |
| 房屋局                   | 何永賢                   | 戴尚誠                   | 歐陽文倩                 |
| 創新科技及工業局         | 孫東                     | 張曼莉                   | 廖添誠                   |
| 運輸及物流局             | 陳美寶                   | 廖振新                   | 陳閱川                   |

### 政府部門
政府部門由接近十八萬名公務員組成，負責執行行政長官會同行政會議的政策和立法會制定的《香港法例》，並管理公共事務。
| 部門                                             | 首長                         | 姓名       | 所屬決策局         | 備註（如適用）                                             |  |
| ------------------------------------------------ | ---------------------------- | ---------- | ------------------ | ---------------------------------------------------------- |  |
| 特首政策組                                       | 特首政策組組長               | 黃元山     | 直接向行政長官負責 | 非公務員職位，薪酬相當於局長級問責官員                     |  |
| 行政長官辦公室                                   | 行政長官辦公室主任           | 葉文娟     | 直接向行政長官負責 |                                                            |  |
| 行政長官辦公室                                   | 行政長官辦公室常任秘書長     | 林淑儀     | 直接向行政長官負責 |                                                            |  |
| 公務員敍用委員會                                 | 主席                         | 鄭美施     | 直接向行政長官負責 |                                                            |  |
| 申訴專員公署                                     | 申訴專員                     | 陳積志     | 直接向行政長官負責 |                                                            |  |
| 審計署                                           | 審計署署長                   | 林智遠     | 直接向行政長官負責 | 屬主要官員，由中華人民共和國國務院任命                     |  |
| 廉政公署                                         | 廉政專員                     | 胡英明     | 直接向行政長官負責 | 屬主要官員，由中華人民共和國國務院任命                     |  |
| 入境事務處                                       | 入境事務處處長               | 郭俊峯     | 保安局             | 屬主要官員，由中華人民共和國國務院任命                     |  |
| 香港海關                                         | 海關關長                     | 陳子達     | 保安局             | 屬主要官員，由中華人民共和國國務院任命                     |  |
| 香港警務處                                       | 警務處處長                   | 周一鳴     | 保安局             | 屬主要官員，由中華人民共和國國務院任命                     |  |
| 民眾安全服務隊                                   | 總參事兼副處長               | 梁冠康     | 保安局             | 另外設屬名譽職銜的處長，由公眾人士擔任                     |  |
| 政府飛行服務隊                                   | 政府飛行服務隊總監           | 廖嘉俊     | 保安局             |                                                            |  |
| 香港輔助警察隊                                   | 輔警總監                     | 梁世光     | 保安局             | 屬非公務員擔任的名譽職銜                                   |  |
| 消防處                                           | 消防處處長                   | 楊恩健     | 保安局             |                                                            |  |
| 禁毒處                                           | 禁毒專員                     | 李基舜     | 保安局             |                                                            |  |
| 截取通訊及監察事務專員秘書處                     | 秘書長                       | 葉玉芬     | 保安局             | 有關專員由法官擔任                                         |  |
| 懲教署                                           | 懲教署署長                   | 黃國興     | 保安局             |                                                            |  |
| 醫療輔助隊                                       | 醫療輔助隊總監               | 林文健     | 保安局             | 由衛生署署長兼任                                           |  |
| 衞生署                                           | 衞生署署長                   | 林文健     | 醫務衛生局         |                                                            |  |
| 公務員學院                                       | 公務員學院院長               | 郭蔭庶     | 公務員事務局       |                                                            |  |
| 公務及司法人員薪俸及服務條件諮詢委員會聯合秘書處 | 秘書長                       | 尤建中     | 公務員事務局       |                                                            |  |
| 選舉事務處                                       | 總選舉事務主任               | 陳淑華     | 政制及內地事務局   |                                                            |  |
| 香港特別行政區政府駐北京辦事處                   | 駐北京辦事處主任             | 鄭偉源     | 政制及內地事務局   |                                                            |  |
| 土木工程拓展署                                   | 土木工程拓展署署長           | 方學誠     | 發展局             |                                                            |  |
| 土地註冊處                                       | 土地註冊處處長               | 譚惠儀     | 發展局             |                                                            |  |
| 水務署                                           | 水務署署長                   | 黃恩諾     | 發展局             |                                                            |  |
| 地政總署                                         | 地政總署署長                 | 羅淦華     | 發展局             |                                                            |  |
| 屋宇署                                           | 屋宇署署長                   | 何鎮雄     | 發展局             |                                                            |  |
| 建築署                                           | 建築署署長                   | 李翹彥     | 發展局             |                                                            |  |
| 規劃署                                           | 規劃署署長                   | 葉子季     | 發展局             |                                                            |  |
| 渠務署                                           | 渠務署署長                   | 莫永昌     | 發展局             |                                                            |  |
| 機電工程署                                       | 機電工程署署長               | 潘國英     | 發展局             |                                                            |  |
| 工業貿易署                                       | 工業貿易署署長               | 廖廣翔     | 商務及經濟發展局   |                                                            |  |
| 投資推廣署                                       | 投資推廣署署長               | 劉凱旋     | 商務及經濟發展局   |                                                            |  |
| 知識產權署                                       | 知識產權署署長               | 黃福來     | 商務及經濟發展局   |                                                            |  |
| 香港電台                                         | 廣播處長                     | 關婉儀     | 商務及經濟發展局   |                                                            |  |
| 香港郵政                                         | 香港郵政署長                 | 戴淑嬈     | 商務及經濟發展局   |                                                            |  |
| 通訊事務管理局辦公室                             | 通訊事務總監                 | 梁仲賢     | 商務及經濟發展局   |                                                            |  |
| 公司註冊處                                       | 公司註冊處處長               | 黃潔怡     | 財經事務及庫務局   |                                                            |  |
| 政府物流服務署                                   | 政府物流服務署署長           | 陳嘉信     | 財經事務及庫務局   |                                                            |  |
| 政府產業署                                       | 政府產業署署長               | 馮建業     | 財經事務及庫務局   |                                                            |  |
| 政府統計處                                       | 政府統計處處長               | 余振強     | 財經事務及庫務局   |                                                            |  |
| 庫務署                                           | 庫務署署長                   | 吳維文     | 財經事務及庫務局   |                                                            |  |
| 破產管理署                                       | 破產管理署署長               | 周麗蓮     | 財經事務及庫務局   |                                                            |  |
| 差餉物業估價署                                   | 差餉物業估價署署長           | 蕭家賢     | 財經事務及庫務局   |                                                            |  |
| 稅務局                                           | 稅務局局長                   | 陳施維     | 財經事務及庫務局   |                                                            |  |
| 民政事務總署                                     | 民政事務總署署長             | 杜潔麗     | 民政及青年事務局   |                                                            |  |
| 政府新聞處                                       | 政府新聞處處長               | 廖李可期   | 民政及青年事務局   |                                                            |  |
| 民航處                                           | 民航處處長                   | 廖志勇     | 運輸及物流局       |                                                            |  |
| 海事處                                           | 署理海事處處長               | 林瑞萍     | 運輸及物流局       |                                                            |  |
| 路政署                                           | 路政署署長                   | 邱國鼎     | 運輸及物流局       |                                                            |  |
| 運輸署                                           | 運輸署署長                   | 李頌恩     | 運輸及物流局       |                                                            |  |
| 大學教育資助委員會秘書處                         | 秘書長                       | 鄧特抗     | 教育局             |                                                            |  |
| 在職家庭及學生資助事務處                         | 在職家庭及學生資助事務處處長 | 羅莘桉     | 教育局             | 就學生資助處事宜，向教育局負責                             |  |
| 在職家庭及學生資助事務處                         | 在職家庭及學生資助事務處處長 | 羅莘桉     | 勞工及福利局       | 就《在職家庭津貼》和持續進修基金的工作，向勞工及福利局負責 |  |
| 社會福利署                                       | 社會福利署署長               | 杜永恒     | 勞工及福利局       |                                                            |  |
| 勞工處                                           | 勞工處處長                   | 許澤森     | 勞工及福利局       |                                                            |  |
| 行政署                                           | 行政署署長                   | 伍江美妮   | 政務司司長辦公室   |                                                            |  |
| 法律援助署                                       | 法律援助署署長               | 莊因東     | 政務司司長辦公室   |                                                            |  |
| 香港金融管理局                                   | 金融管理局總裁               | 余偉文     | 財政司司長辦公室   | 非公務員職位                                               |  |
| 房屋署                                           | 房屋署署長                   | 李佩詩     | 房屋局             | 由房屋局常任秘書長兼任                                     |  |
| 食物環境衞生署                                   | 食物環境衞生署署長           | 吳文傑     | 環境及生態局       |                                                            |  |
| 政府化驗所                                       | 政府化驗師                   | 李偉安     | 環境及生態局       |                                                            |  |
| 香港天文台                                       | 香港天文台台長               | 陳栢緯     | 環境及生態局       |                                                            |  |
| 漁農自然護理署                                   | 漁農自然護理署署長           | 黎堅明     | 環境及生態局       |                                                            |  |
| 環境保護署                                       | 環境保護署署長               | 徐浩光     | 環境及生態局       |                                                            |  |
| 數字政策辦公室                                   | 數字政策專員                 | 黃志光     | 創新科技及工業局   |                                                            |  |
| 創新科技署                                       | 創新科技署署長               | 李國彬     | 創新科技及工業局   |                                                            |  |
| 旅遊事務署                                       | 旅遊事務專員                 | 張馮泳萍   | 文化體育及旅遊局   |                                                            |  |
| 康樂及文化事務署                                 | 康樂及文化事務署署長         | 陳詠雯     | 文化體育及旅遊局   |                                                            |  |
| 政府經濟顧問辦公室                               | 署理政府經濟顧問             | 林幗瑛博士 | 財政司司長辦公室   |                                                            |  |

### 現行架構
第六屆特區政府架構如下：
|              | 決策局                                 | 政府部門 |
| ------------ | -------------------------------------- | --- |
| 政務司司長轄 | 政務司司長辦公室                       | - 行政署 - 政府檔案處 - 法律援助署 - 禮賓處                                                                  |
| 政務司司長轄 | 公務員事務局                           | - 公務員學院 - 公務及司法人員薪俸及服務條件諮詢委員會聯合秘書處                                              |
| 政務司司長轄 | 政制及內地事務局                       | - 選舉事務處 - 香港特別行政區政府駐北京辦事處 - 香港經濟貿易辦事處 (內地) - 位於台灣的香港經濟貿易文化辦事處 |
| 政務司司長轄 | 文化體育及旅遊局                       | - 康樂及文化事務署 - 旅遊事務署                                                                              |
| 政務司司長轄 | 教育局                                 | - 大學教育資助委員會秘書處 - 在職家庭及學生資助事務處                                                        |
| 政務司司長轄 | 環境及生態局 - 環境科 - 食物科         | - 漁農自然護理署 - 環境保護署 - 食物環境衞生署 - 政府化驗所 - 香港天文台                                     |
| 政務司司長轄 | 醫務衞生局                             | - 醫院管理局 - 衛生署                                                                                        |
| 政務司司長轄 | 民政及青年事務局                       | - 民政事務總署 - 政府新聞處                                                                                  |
| 政務司司長轄 | 勞工及福利局                           | - 勞工處 - 社會福利署                                                                                        |
| 政務司司長轄 | 保安局                                 | - 香港警務處 - 入境事務處 - 香港海關 - 懲教署 - 消防處 - 醫療輔助隊 - 民眾安全服務隊 - 政府飛行服務隊        |
| 財政司司長轄 | 財政司司長辦公室                       | - 政府經濟顧問辦公室                                                                                         |
| 財政司司長轄 | 商務及經濟發展局                       | - 知識產權署 - 投資推廣署 - 香港郵政 - 香港電台 - 工業貿易署 - 香港經濟貿易辦事處 (海外)                     |
| 財政司司長轄 | 發展局 - 規劃地政科 - 工務科           | - 建築署 - 屋宇署 - 土木工程拓展署 - 渠務署 - 機電工程署 - 地政總署 - 土地註冊處 - 規劃署 - 水務署           |
| 財政司司長轄 | 財經事務及庫務局 - 財經事務科 - 庫務科 | - 政府統計處 - 公司註冊處 - 政府物流服務署 - 政府產業署 - 稅務局 - 破產管理署 - 差餉物業估價署 - 庫務署      |
| 財政司司長轄 | 房屋局                                 | - 房屋署 |
| 財政司司長轄 | 創新科技及工業局                       | - 創新科技署 - 數字政策辦公室                                                                                |
| 財政司司長轄 | 運輸及物流局                           | - 民航處 - 路政署 - 海事處 - 運輸署                                                                          |

## 歷史
香港政府沿用兩層架構至1970年代初，各個部門直接向布政司負責；布政司署雖然有負責政策研究之官員，但職級比部門首長低，部門首長往往堅持要與布政司討論，事無大小均由布政司決定，造成行政效率低下，為此時任港督麥理浩委任麥健時顧問公司尋找對策。該公司於1972年發表《麥健時報告書》，建議將權力下放，在布政司和部門之間加入「決策科」，負責制訂政策，並由各有關部門負責執行。
香港特別行政區政府成立後，架構大致承襲英治時期，只是名稱有所變動，將原「布政司署」改稱為「政府總部」；「決策科」改稱為「決策局」、「資源科」改稱為「資源局」。其時共有13個決策局及2個資源局，決策局分別為政制事務局、教育統籌局、規劃環境地政局、運輸局、工務局、衞生福利局、民政事務局、房屋局、保安局、工商局、文康廣播局、經濟局及財經事務局；兩個資源局分別為公務員事務局及庫務局。其後整合部份部門，當中包括1998年成立新的決策局資訊科技及廣播局及解散文康廣播局；和2000年成立的環境食物局，規劃環境地政局改名為規劃地政局及將市政總署及區域市政總署解散，並以新成立的康樂及文化事務署和食物環境衞生署取代。
2002年7月董建華趁第二任行政長官開始之際實施主要官員問責制，改為政治任命決策局首長，局長以合約形式聘用，任期與行政長官掛鉤，須承擔政治風險；原有由公務員擔任的局長席位改稱常任秘書長，維持公務員擢升體系。決策局亦被重組，改為設立11個決策局，外界將之與三位司長合稱「三司十一局」。當時十一局包括公務員事務局、政制事務局、教育統籌局、環境運輸及工務局、生福利及食物局、民政事務局、房屋及規劃地政局、 保安局、工商及科技局、經濟發展及勞工局及財經事務及庫務局。被批評得較多的是這些決策局的重組方式，例如將關係不大的環境及運輸合於一局；普遍認為是為免類似2001年環境保護署否決九廣鐵路的落馬洲支線穿過塱原濕地的尷尬情況，於是將兩個相關部門置於同一局長之下，董建華自己也承認決策局合併的方式「不太科學」。
2007年7月1日，曾蔭權連任行政長官，決策局輕微改動，重組成12個，新增發展局，外界改稱為「三司十二局」。2012年香港特別行政區行政長官選舉後，候任行政長官梁振英提出「五司十四局」，為政務司司長及財政司司長各設立一名副司長、新設文化局；商務及經濟發展局改組為科技及通訊局和工商及產業局；發展局和運輸及房屋局，則改組為房屋及規劃地政局及運輸及工務局。但立法會否決提早審議有關議案，使新班子未能在同年7月1日以新架構就職。事隔一年半後，梁振英於2014年度施政報告內重提架構重組方案，從商務及經濟發展局分拆出創新及科技局。創新及科技局於2015年11月20日正式運作，外界改稱為「三司十三局」。
到了2022年1月12日，林鄭月娥公布政府架構重組方案，建議增設文化體育及旅遊局、分拆運輸及房屋局、改組食物及衞生局、重組民政事務局等。有意見從公共財政管理角度質疑是否用得其所，認為各局仍會各自為政。同年5月17日候任特首李家超公布新架構安排，當中開設3個副司長新職位，即政務司副司長、財政司副司長及律政司副司長；成立新的文化體育及旅遊局，從民政事務局接掌文化、藝術和體育事務，以及從商務及經濟發展局接掌電影、創意產業和旅遊事務；分拆運輸及房屋局為運輸及物流局和房屋局兩個決策局；創新及科技局改名為創新科技及工業局；重組民政事務局為民政及青年事務局；擴大環境局並改名為環境及生態局，接掌目前屬食物及衞生局負責的環境衞生、食物安全、漁農及禽畜公共衞生等政策；改組食物及衞生局為醫務衞生局。

### 1997年後決策局變遷
| 政策範疇       | 1997年7月1日                               | 1998年4月9日                   | 2000年1月1日     | 2002年7月1日     | 2007年7月1日     | 2015年11月20日   | 2022年7月1日     |
| -------------- | ------------------------------------------ | ------------------------------ | ---------------- | ---------------- | ---------------- | ---------------- | ---------------- |
| 教育           | 教育統籌局                                 | 教育統籌局                     | 教育統籌局       | 教育統籌局       | 教育局           | 教育局           | 教育局           |
| 勞工           | 教育統籌局                                 | 教育統籌局                     | 教育統籌局       | 經濟發展及勞工局 | 勞工及福利局     | 勞工及福利局     | 勞工及福利局     |
| 福利           | 衞生福利局                                 | 衞生福利局                     | 衞生福利局       | 衞生福利及食物局 | 勞工及福利局     | 勞工及福利局     | 勞工及福利局     |
| 醫療           | 衞生福利局                                 | 衞生福利局                     | 衞生福利局       | 衞生福利及食物局 | 食物及衞生局     | 食物及衞生局     | 醫務衞生局       |
| 食物及環境衞生 | （臨時市政局、臨時區域市政局）             | （臨時市政局、臨時區域市政局） | 環境食物局       | 衞生福利及食物局 | 食物及衞生局     | 食物及衞生局     | 環境及生態局     |
| 環境           | 規劃環境地政局                             | 規劃環境地政局                 | 環境食物局       | 環境運輸及工務局 | 環境局           | 環境局           | 環境及生態局     |
| 規劃地政       | 規劃環境地政局                             | 規劃環境地政局                 | 規劃地政局       | 房屋及規劃地政局 | 發展局           | 發展局           | 發展局           |
| 房屋           | 房屋局                                     | 房屋局                         | 房屋局           | 房屋及規劃地政局 | 運輸及房屋局     | 運輸及房屋局     | 房屋局           |
| 運輸           | 運輸局                                     | 運輸局                         | 運輸局           | 環境運輸及工務局 | 運輸及房屋局     | 運輸及房屋局     | 運輸及物流局     |
| 工務           | 工務局                                     | 工務局                         | 工務局           | 環境運輸及工務局 | 發展局           | 發展局           | 發展局           |
| 科技           | 工商局                                     | 資訊科技及廣播局               | 資訊科技及廣播局 | 工商及科技局     | 商務及經濟發展局 | 創新及科技局     | 創新科技及工業局 |
| 工業           | 工商局                                     | 工商局                         | 工商局           | 工商及科技局     | 商務及經濟發展局 | 商務及經濟發展局 | 創新科技及工業局 |
| 通訊廣播       | 文康廣播局                                 | 資訊科技及廣播局               | 資訊科技及廣播局 | 工商及科技局     | 商務及經濟發展局 | 商務及經濟發展局 | 商務及經濟發展局 |
| 商業           | 工商局                                     | 工商局                         | 工商局           | 工商及科技局     | 商務及經濟發展局 | 商務及經濟發展局 | 商務及經濟發展局 |
| 經濟           | 經濟局                                     | 經濟局                         | 經濟局           | 經濟發展及勞工局 | 商務及經濟發展局 | 商務及經濟發展局 | 商務及經濟發展局 |
| 旅遊           | 經濟局                                     | 經濟局                         | 經濟局           | 經濟發展及勞工局 | 商務及經濟發展局 | 商務及經濟發展局 | 文化體育及旅遊局 |
| 文化及康樂體育 | 文康廣播局／（臨時市政局、臨時區域市政局） | 民政事務局                     | 民政事務局       | 民政事務局       | 民政事務局       | 民政事務局       | 文化體育及旅遊局 |
| 民政           | 民政事務局                                 | 民政事務局                     | 民政事務局       | 民政事務局       | 民政事務局       | 民政事務局       | 民政及青年事務局 |
| 財經金融       | 財經事務局                                 | 財經事務局                     | 財經事務局       | 財經事務及庫務局 | 財經事務及庫務局 | 財經事務及庫務局 | 財經事務及庫務局 |
| 庫務           | 庫務局                                     | 庫務局                         | 庫務局           | 財經事務及庫務局 | 財經事務及庫務局 | 財經事務及庫務局 | 財經事務及庫務局 |
| 政制           | 政制事務局                                 | 政制事務局                     | 政制事務局       | 政制事務局       | 政制及內地事務局 | 政制及內地事務局 | 政制及內地事務局 |
| 保安           | 保安局                                     | 保安局                         | 保安局           | 保安局           | 保安局           | 保安局           | 保安局           |
| 公務員         | 公務員事務局                               | 公務員事務局                   | 公務員事務局     | 公務員事務局     | 公務員事務局     | 公務員事務局     | 公務員事務局     |

註：除主要政策範籌外，尚有其他細微工作調整，請參閱有關決策局條目。

### 引用
1. ↑  蕭博禧. . 香港01. 2022-07-13  [2022-07-14]. （原始内容存档于2022-12-26） （中文（香港））. （页面存档备份，存于）
2. ↑   (PDF).   [2008-07-09]. （原始内容存档 (PDF)于2020-10-29）. （页面存档备份，存于）
3. ↑   (PDF). 立法會: 14. 2002-04-17  [2025-07-09]. （原始内容存档 (PDF)于2024-07-01） （中文）.
4. ↑  .   [2012年7月8日]. （原始内容存档于2020年10月31日）. （页面存档备份，存于）
5. ↑  .   [2012年7月8日]. （原始内容存档于2016年3月16日）. （页面存档备份，存于）
6. ↑  . Hong Kong's Information Services Department.   [2022-01-15]. （原始内容存档于2022-07-02） （中文（香港））. （页面存档备份，存于）
7. ↑  謝偉銓. . on.cc東網. 2022-01-14  [2022-01-15] （中文（香港））.
8. ↑  . 明報新聞網.   [2022-01-15]. （原始内容存档于2022-07-07） （中文（繁體））. （页面存档备份，存于）
9. ↑  . 明報. 2022-05-17  [2022-05-20]. （原始内容存档于2022-07-07） （中文（繁體））. （页面存档备份，存于）

### 來源
网页
- 政府公布主要官員名單 （页面存档备份，存于），香港政府新聞公報，2007年6月23日.